# Амир Гюна-хан Каджар
Амир Гюна-хан Каджар (перс. شاهوردی سلطان زیاد اوغلی قاجار‎, азерб. Əmirgunə xan Qacar; ум. 1625, Эривань, Чухурсаад, Сефевидское государство) — бейлербей Чухур-Саадского бейлербейства государства Сефевидов.

## Биография
Амир Гюна-хан родился провинции Чухур-Саад. Родом был из туркоманского кочевого племени Каджар, из клана Агджагойунлу.

Когда царь персидский, шах Аббас, овладел Ереваном, назначил он туда правителем Амиргуна-хана, мужа храброго и смелого, доблестного в битвах, неустрашимого и безбоязненного, благоустроителя и друга христиан. Начав править Ереваном, он тотчас же приступил к благоустроительству и умножил число жителей.

Сначала принялся он строить крепость, затем дворцы и виноградники, цветники и сады, рыть каналы и умножать [количество] воды. В некоторых местах облегчил он также налоги и снял тяжкое бремя с выи простолюдинов. Но вместо этого увеличил он сухра, то есть барщину. Увеличил он барщину потому, что, как сказали мы, занимался строительством. Поэтому сочинили побасёнку, будто, когда женщина беременела, мужа её забирали на барщину и не разрешали вернуться домой. Женщина рожала сына, рос он, и [тогда] отправляли его на барщину, чтобы отец вернулся домой. Придумали эту небылицу из-за тяжести барщины. Но хотя и тяжела была барщина, однако хан давал хлеб работавшим на барщине, ибо был он милосерден. Напекши много хлеба, он, нагрузив лошадей, отправлялся туда, обходил поля и раздавал хлеб тем, кто работал там. Поэтому ашуги сложили и пели хвалебные песни о его щедрости. И так жил он, благоустраивая страну. — Закарий Канакерци. Хроника
Во время османо-сефевидской войны в 1604 году территория Чухурсаада была полностью опустошена и разрушена, население депортировано. Беглярбекство Чухур-Саада, которому в дальнейшем подчинялась и олка (страна) Туман-е Hахчивана, было отдано Амир-Гуна хану Каджару. После отвоевания Тебриза шахом Аббасом I в конце 1603 года офицер Амир Гюна-бек Каджар, который ещё не был возвышен до ранга эмира, но пользовался доверием шаха, был отправлен в область Аразбар с войском из племён соклан и талыш для действия в качестве точки сбора для всех туркоманских беженцев, которые всё ещё могли оставаться в Карабахе. Назначенный губернатором Чухурсаада после его отвоевания у Османов в 1604 году, Амир Гюна-бек сумел перекинуть мост через реку Аракс в Карабах, где к нему присоединились каджары и члены племенной конфедерации отузики. На протяжении последующих двадцати лет и до самой смерти от ран, полученных в битве против грузин в 1625 году Амир Гюна, повышенный в чине до «хана» и «амира аль-умара» Чухурсаада, действовал в качестве повелителя пограничной зоны вдоль всей спорной северо-западной границы, от Эрзерума на западе до Ахалцихе в грузинской области Месхетия и до Эривана в окрестности озера Ван — на востоке. Сумев отразить следовавшие один за другим нападения Османов, он завоевал своей доблестью уважение своих противников и восхищение шаха Аббаса, давшему ему прозвище «Сары Аслан» («Жёлтый Лев»).

## Потомки
У Амир Гюн-хана было два сына: наследовавший ему Тахмасибгулу-хан Каджар (1628—1635) и другой сын, правивший Чухур-Саадом в 1663—1666 годах Аббас Кули-хан.